# Bataille d'Orcha
Guerres lituano-moscovites
La bataille d'Orcha est l'une des principales batailles de la quatrième guerre lituano-moscovite (1512–1522).
Malgré la victoire décisive des forces polono-lituaniennes, sous la conduite du prince Constantin Ostrogski, elle n'a pas de conséquences. Incapable de se déplacer rapidement, l'armée polono-lituanienne ne réussit pas à reprendre la ville de Smolensk dont la possession est l'enjeu de la quatrième guerre lituano-moscovite.